# Iathrippa tristani
Iathrippa tristani är en kräftdjursart som först beskrevs av Frank Evers Beddard 1886.  Iathrippa tristani ingår i släktet Iathrippa och familjen Janiridae. Inga underarter finns listade i Catalogue of Life.